# Storie di casa mia
Storie di casa mia è il terzo album in studio del cantautore italiano Lucio Dalla, pubblicato nel giugno 1971 dall'etichetta discografica RCA Italiana.

## Descrizione
Viene ricordato come l'album che lanciò l'artista emiliano sulla scena italiana. L'album contiene il grande successo presentato pochi mesi prima al Festival di Sanremo, ovvero 4/3/1943, che fu al centro di numerose polemiche e tentativi di censura (infatti alcune parti del testo vennero cambiate per la partecipazione alla manifestazione sanremese) ed il cui titolo fa riferimento alla data di nascita del cantautore stesso.
Le musiche sono di Dalla (tranne Strade su strade, di Lally Stott), i testi sono di Gianfranco Baldazzi e Sergio Bardotti, tranne Il bambino di fumo, Il gigante e la bambina, Un uomo come me e 4/3/1943 di Paola Pallottino (in seguito docente all'Università di Bologna) e Lucio dove vai, del solo Bardotti; gli arrangiamenti sono di Guido e Maurizio De Angelis, in seguito anche cantanti del gruppo Oliver Onions, tranne Il gigante e la bambina e 4/3/1943 arrangiate da Ruggero Cini.
La produzione è di Roberto Formentini come per "Terra di Gaibola".
I cori ne La casa in riva al mare sono del gruppo I 4 + 4 di Nora Orlandi, quelli in Il gigante e la bambina e 4/3/1943 sono del gruppo I Cantori Moderni di Alessandroni, mentre quelli in Itaca, indicati nella copertina del disco come Coro popolare, sono opera dei lavoratori della RCA: durante le registrazioni della canzone gli arrangiatori del pezzo, i fratelli De Angelis, fecero entrare in sala gli impiegati, gli operai, gli addetti al bar e fecero interpretare loro il coro dei marinai di Ulisse .
La canzone Il gigante e la bambina fu incisa anche nel giugno dello stesso anno da Ron, che la presentò ad Un disco per l'estate. Il retro del quarantacinque giri era Strade su strade.

## Tracce
Lato A
Musiche di Lucio Dalla.
1. Itaca – 4:13 (testo: Gianfranco Baldazzi, Sergio Bardotti)
2. Un uomo come me – 3:30 (testo: Paola Pallottino)
3. Il bambino di fumo – 4:29 (testo: Paola Pallottino)
4. Il colonnello – 3:46 (testo: Gianfranco Baldazzi, Sergio Bardotti)
5. Il gigante e la bambina – 4:44 (testo: Paola Pallottino)

Lato B
Musiche di Lucio Dalla, eccetto dove indicato.
1. La casa in riva al mare – 4:00 (testo: Gianfranco Baldazzi, Sergio Bardotti)
2. Per due innamorati – 4:46 (testo: Gianfranco Baldazzi, Sergio Bardotti)
3. 4/3/1943 – 3:45 (testo: Paola Pallottino)
4. Strade su strade – 3:36 (testo: Gianfranco Baldazzi, Sergio Bardotti – musica: Lally Stott)
5. L'ultima vanità – 3:16 (testo: Gianfranco Baldazzi, Sergio Bardotti)
6. Lucio dove vai – 2:58 (testo: Sergio Bardotti – musica: Lucio Dalla, Gian Franco Reverberi)

## Formazione
- Lucio Dalla – voce, cori, sax
- Gli Idoli:
  - Beppe Barlozzari – chitarra, voce
  - Giorgio Lecardi – chitarra, batteria
  - Bruno Cabassi – organo Hammond, tastiera
  - Emanuele Ardemagni – basso
  - Renzo Fontanella – violino, flauto, basso

### Altri musicisti
- Ruggero Cini - orchestra in Il gigante e la bambina e in 4/3/1943
- I Cantori Moderni di Alessandroni - cori in Il gigante e la bambina e in 4/3/1943
- I 4 + 4 di Nora Orlandi - cori in La casa in riva al mare